# محوطه باغ سحون ۱
محوطه باغ سحون ۱ مربوط به دوره اشکانیان است و در شهرستان خاش، بخش مرکزی، دهستان سنگان، ۵ کیلومتری شرق روستای دولت‌آباد واقع شده و این اثر در تاریخ ۱۲ دی ۱۳۸۶ با شمارهٔ ثبت ۲۰۳۴۹ به‌عنوان یکی از آثار ملی ایران به ثبت رسیده است.